# Australian Open de 1983
O Australian Open de 1983 foi um torneio de tênis disputado nas quadras de grama do Kooyong Lawn Tennis Club, em Melbourne, na Austrália, entre 29 de novembro e 11 de dezembro. Corresponde à 16ª edição da era aberta e à 72ª de todos os tempos.

## Finais

### Profissional
| Categoria | Evento    | Campeã(s)(o/ões)                | Vice-campeã(s)(o/ões)         | Resultado     | Chave(s)  | Chave(s)       |
| --------- | --------- | ------------------------------- | ----------------------------- | ------------- | --------- | -------------- |
| Simples   | Masculino | Mats Wilander                   | Ivan Lendl                    | 6–1, 6–4, 6–4 | principal | qualificatório |
| Simples   | Feminino  | Martina Navrátilová             | Kathy Jordan                  | 6–2, 7–6      | principal | qualificatório |
| Duplas    | Masculino | Mark Edmondson Paul McNamee     | Steve Denton Sherwood Stewart | 6–3, 7–6      | principal | principal      |
| Duplas    | Feminino  | Martina Navrátilová Pam Shriver | Anne Hobbs Wendy Turnbull     | 6–4, 6–7, 6–2 | principal | principal      |

### Juvenil
| Categoria | Evento    | Campeã(s)(o/ões)                | Vice-campeã(s)(o/ões)       | Resultado     | Chave(s)  | Chave(s)       |
| --------- | --------- | ------------------------------- | --------------------------- | ------------- | --------- | -------------- |
| Simples   | Masculino | Stefan Edberg                   | Simon Youl                  | 6–4, 6–4      | principal | qualificatório |
| Simples   | Feminino  | Amanda Brown                    | Bernadette Randall          | 7–6, 6–3      | principal | qualificatório |
| Duplas    | Masculino | Jamie Harty Des Tyson           | Darren Cahill Anthony Lane  | 3–6, 6–4, 6–3 | principal | principal      |
| Duplas    | Feminino  | Bernadette Randall Kim Staunton | Jenny Byrne Janine Thompson | 3–6, 6–3, 6–3 | principal | principal      |